# Grand Hôpital de Charleroi - Notre Dame
Le Grand Hôpital de Charleroi - Notre Dame (GHdC) anciennement dénommée clinique Notre-Dame de Charleroi est un hôpital belge à Charleroi-nord. Le Grand Hôpital de Charleroi - Notre Dame fait partie du Réseau Hospitalier Charleroi Métropole notamment avec le Grand Hôpital de Charleroi - Les Viviers et la Clinique Notre-Dame de Grâce Gosselies.
Depuis 2012, le GHdC a un accord de collaboration pour l’hémato-oncologie médicale et la dialyse avec les cliniques universitaires Saint-Luc à Bruxelles.

## Histoire
La clinique Notre-Dame de Charleroi voit le jour en 1909 à la rue de la Science n°62 comme clinique maternelle des Sœurs de la Charité de Namur. Elle se développe ensuite incluant les spécialités de gynécologie et de chirurgie. À l'initiative de l'épiscopat, la clinique déménage en janvier 1962 à la Grand'Rue où est construit le bâtiment actuel en forme de Y. Les spécialités médicales s'y diversifient et elle atteint une capacité de 212 lits. 
Une première fusion intervient en 1994 entre la clinique Notre Dame à Charleroi et la clinique Reine Fabiola à Montignies-sur-Sambre et avec une répartition des spécialisations entre les deux sites. 

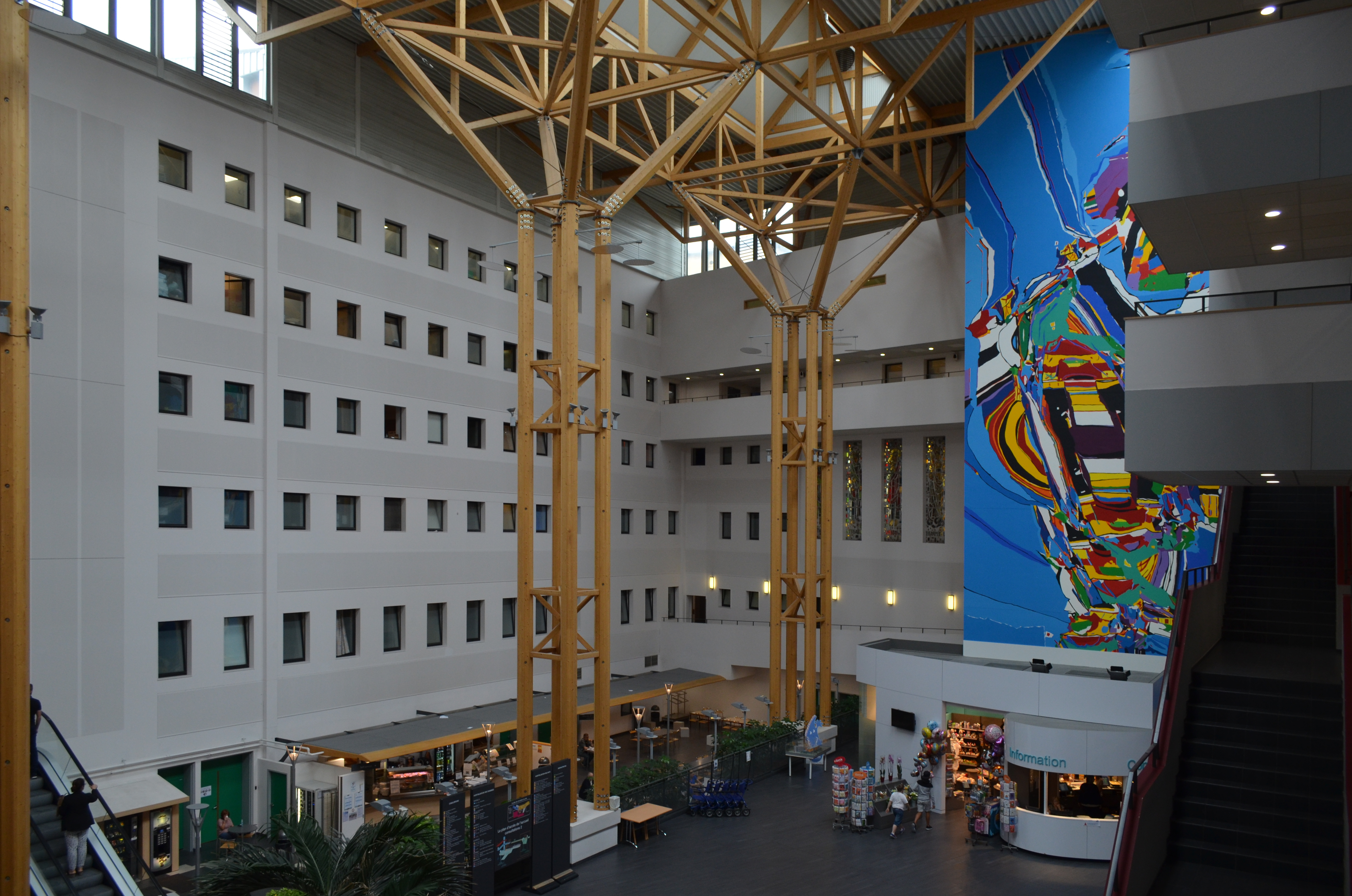
Patio de l'hôpital.

À partir de mars 2004, la clinique Notre Dame est rénovée et sa capacité est accrue. Une nouvelle aile est construite à Notre Dame avec les services hospitaliers les plus lourds. Les anciennes ailes destinées à accueillir des services en expansion sont rénovées. Une fresque murale de 26 m de haut vient prendre place dans l'atrium, œuvre de l'artiste liégeois d'origine espagnole Luis Salazar. C'est à partir de cette année-là que plusieurs institutions hospitalières carolorégiennes sont fusionnées sur le plan administratif : les hôpitaux Sainte-Thérèse de Montignies-sur-Sambre, Saint-Joseph à Gilly et l'IMTR à Loverval ainsi que le Centre hospitalier Notre Dame et la clinique Reine Fabiola, pour former le « Grand Hôpital de Charleroi ». L'objectif est de structurer l'hôpital autour de douze pôles de soins multidisciplinaires, sous l'appellation unique de « Grand Hôpital de Charleroi » et sous une nouvelle identité visuelle et graphique. 
En novembre 2024, une partie des activités de l'Hôpital Notre Dame a été transférée à la nouvelle implantation du Grand Hôpital de Charleroi - Les Viviers à Gilly. Il n'y a ainsi plus d'urgences, de soins intensifs, de maternité et de bloc accouchement à Notre Dame. D'une part, l'hôpital Notre Dame devient un centre de consultations, la quasi-totalité des spécialités y étant présentes. Il abrite aussi l'hôpital de jour psychiatrique de Sainte Thérèse, l'unité de réadaptation ambulatoire, les différentes ASBL médico-sociales et un lieu d'accueil et d'hébergement pour des patients en semi-autonomie avant leur retour à domicile. 
L'autre partie de l'hôpital Notre Dame sera reconvertie en campus où 1350 jeunes étudieront. L’UCLouvain et la HELHA comptent ainsi s’implanter dans l’hôpital, après le déménagement de celui-ci vers le site des Viviers. Ce sera aussi un lieu de recherche en matière de robotisation, d'Intelligence artificielle ou encore d’informatique de gestion.

## Accès
Situé à proximité du centre de Charleroi, le GHdC Charleroi est accessible en voiture, autobus et par le métro léger de Charleroi (station Waterloo).